# Károly Sterk
Károly Sterk (19 de setembre de 1881 – † 10 de desembre de 1946) fou un jugador d'escacs hongarès.

## Resultats destacats en competició
El 1909 empatà als llocs 2n a 4t a Budapest (campió: Zsigmond Barász), i va jugar el II Memorial Trebitsch a Viena 1909/10 (el campió fou Richard Réti). El 1911 empatà als llocs 3r a 5è al III Campionat d'escacs d'Hongria a Budapest (campions: Zoltán von Balla i Barász). El 1912 empatà als llocs 9è a 11è a Bad Pistyan (campió: Akiba Rubinstein), i fou 10è al Campionat d'Hongria a Temesvár (campió: Gyula Breyer). El 1913 fou 12è a Budapest (campió: Rudolf Spielmann). El 1913 empatà al segon lloc amb Réti, rere Lajos Asztalos, al Campionat hongarès a Debrecen, i empatà als llocs 2n-3r amb Barász, rere Breyer, a Budapest 1917. Va perdre dos matxs amb Géza Maróczy el 1907 i el 1917, ambdós (+1 –2 =3).
Després de la I Guerra Mundial va jugar principalment a Budapest, on el 1921 fou 10è (campió: Aleksandr Alekhin), el 1922 empatà als llocs 8è a 9è, el 1924 fou 3r, el 1925 fou 5è, guanyà el 1926, empatà als llocs 7è a 8è el 1928, empatà al 6è-7è llocs el 1929, i quedà campió el 1930, fou 2n al Campionat d'Hongria del 1931 (campió: Lajos Steiner), empatà als llocs 12è a 13è al Campionat d'Hongria de 1932 (campio: Maróczy), i empatà als llocs 9-10è el 1934 (campió: Erich Eliskases).
Fou 9è a Bardejov 1926 (campions: Hermanis Matisons i Savielly Tartakower), empatà als llocs 3r-4t a Londres 1927, fou 15è a Ujpest 1934 (campió: Andor Lilienthal), i empatà als llocs 11è a 16è al Campionat d'Hongria de Tatatóváros 1935 (campió: László Szabó).

### Olimpíades oficials
Sterk va representar Hongria en tres Olimpíades d'escacs, dues de no oficials i una d'oficial, entre 1924 i 1931 (París 1924, Budapest 1926, i Praga 1931).
| Any  | Olimpíada               | Ciutat   | Tauler     | Guanyades | Perdudes | Taules | Punts | %     |
| ---- | ----------------------- | -------- | ---------- | --------- | -------- | ------ | ----- | ----- |
| 1924 | I Olimpíada no oficial  | París    | 2n         | 6         | 3        | 4      | 7,5   | 57,7% |
| 1926 | II Olimpíada no oficial | Budapest | 4t         | 0         | 2        | 0      | 1     | 50,0% |
| 1931 | IV Olimpíada            | Praga    | 1r suplent | 4         | 2        | 5      | 5     | 45,5% |